# 問い合わせ文字
コンピュータ通信において、問い合わせ文字（といあわせもじ、enquiry character）とは、制御文字の一種であり、接続が完了した受信側に対して応答を要請するのに使用する。
これは、受信側がまだ存在するかどうかを確認するためのもので、この信号が受信側では応答のためのトリガーとなる。応答とWRU(who are you)信号を送った端末へのアンサーバック・コードは、受信局の局識別子、運用中の器材のタイプと局の状態が含まれる。

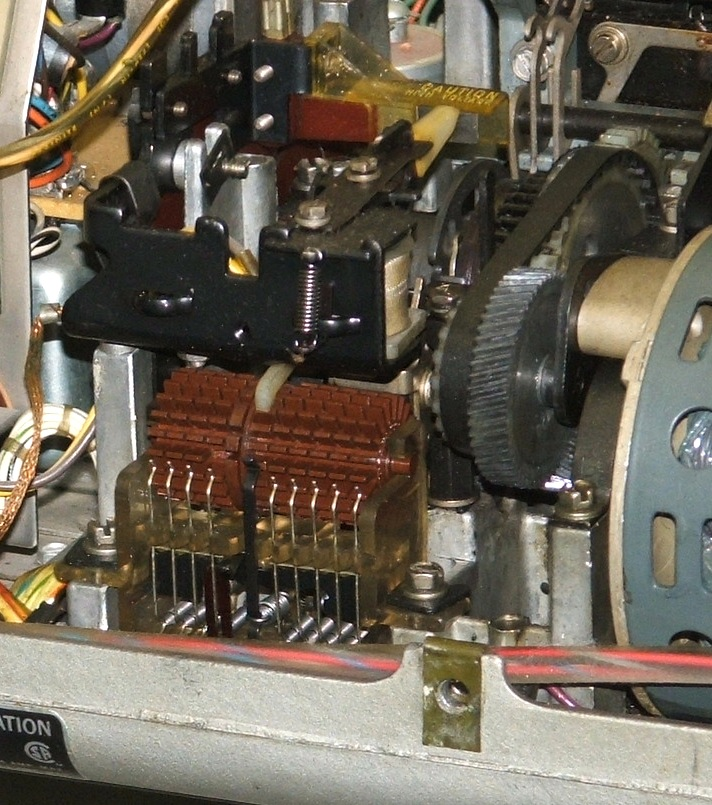
テレタイプ社モデル33のアンサーバック・ドラム（中央下部の茶色のもの）。問い合わせに対する応答メッセージをコード化する。

一部のテレタイプ端末は「プログラム可能な」ドラムが備えられており、20から22文字の応答メッセージを保持することができた。メッセージは、ドラムからタブを取ることによって、ドラムでコード化された。設定で有効にしていれば問い合わせ信号の受信と同時に、または、キーボードで"Here is"キーを押すことによって、設定した応答メッセージが送信される。
5ビットのITA2コードでは 9 （二進数 0 1001）が問い合わせ文字に割り当てられた。ASCIIでは 5 が割り当てられた。
1960年代、DECはモデル33のアンサーバック機能を動作しないようにした。これは、バイナリデータを紙テープ読み取り装置とパンチャーで取り扱うのに、この機能が支障となったためである。しかし、DECのVT100端末は1978年から問い合わせ文字に対してユーザー設定できるアンサーバック・メッセージを返すようになり、後継機種もそれに倣った。

## 表現
問い合わせ文字は、ASCIIとUnicodeでは十進数で5、十六進数で0x05に割り当てられている。キャレット記法では ^E と表され、Unicodeでは制御文字の図形表現として ␅ (U+2405)が定義されている。